# Kolegium księży komunistów w Węgrowie

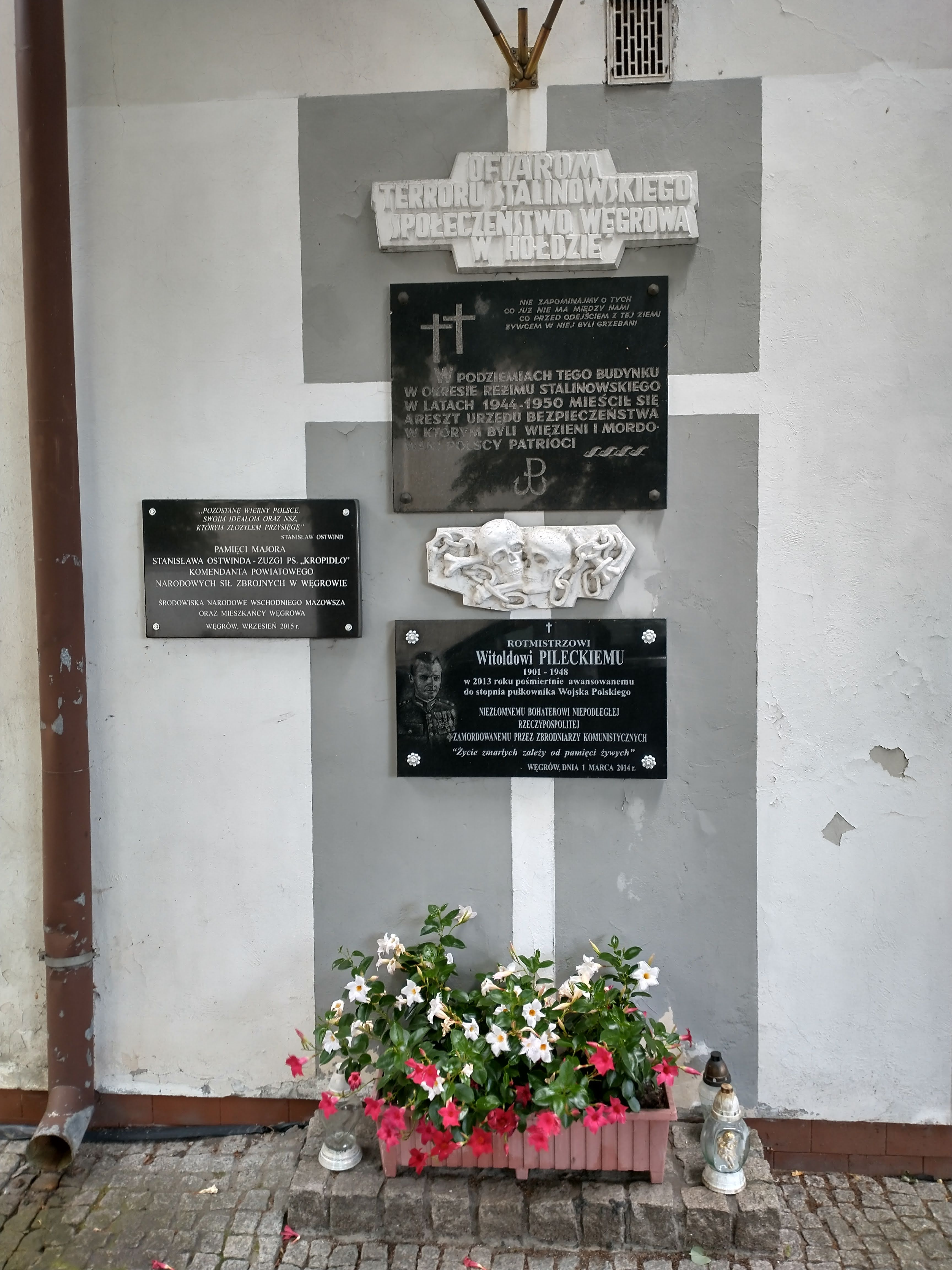
Tablice ku czci ofiar komunizmu

Kolegium księży komunistów w Węgrowie – zespół zabudowań księży komunistów, zlokalizowany w Węgrowie przy ulicy Kościelnej (róg Strażackiej), w bezpośrednim sąsiedztwie bazyliki Wniebowzięcia Najświętszej Marii Panny i rynku.

## Historia

### I Rzeczpospolita
Gmach w stylu późnobarokowym został zaprojektowany przez Jana Reisnera dla przybyłych do Węgrowa, z inicjatywy Jana Dobrogosta Krasińskiego, w 1708, 1711 lub 1712 księży komunistów, zwanych też bartoszkami lub bartolomitami. Zabudowania mieściły między innymi seminarium duchowne oraz szkołę średnią, która w dobie działalności Komisji Edukacji Narodowej miała charakter podwydziałowy. Pod kierownictwem KEN liczba uczniów rosła, przekraczając liczbę 250. Byli to głównie węgrowianie, a także mieszkańcy województwa mazowieckiego i podlaskiego, a w mniejszej mierze także brzeskiego, litewskiego, rawskiego i płockiego. Zachował się spis nazwisk uczniów liczący około 850 nazwisk, w którym dominują synowie szlachty mazowiecko-podlaskiej (głównie Roguscy, Wojewódzcy, Polkowscy, Zalewscy i Zawadzcy). W latach 1782–1793 w placówce odbyło się jedenaście odwiedzin Generalnych Wizytatorów KEN, w tym Grzegorza Piramowicza. W większości szkołę oceniono miernie (1787, 1788), bardzo źle (1786, 1791), nędznie (1785) lub nikczemnie (1792), choć Piramowicz wystawił jej ocenę dobrą (1782). Brak reakcji na zalecenia KEN mógł być efektem silnej pozycji komunistów i możnego protektoratu Jana Pawła Woronicza, często goszczącego w Węgrowie, jak również wsparciu Michała Jerzego Poniatowskiego, biskupa płockiego. W 1786 prefektem szkoły został ksiądz Felicjan Anchigierski (matematyk). 

### Królestwo Polskie
W okresie Królestwa Polskiego placówką zarządzał rektor. Od 1800 do 1831 był to z urzędu proboszcz węgrowski, który to urząd sprawował ksiądz Jakub Białobrzeski (jednocześnie prefekt szkoły). Zastępował go wicerektor, ksiądz Mateusz Jasiński. Profesorów było wówczas trzech (księża: Wojciech Pawiński, historyk, fizyk i arytmetyk, Jan Lipka, polonista i łacinnik oraz Teofil Bernard, germanista i historyk naturalny). W 1830 rangę profesora uzyskali też: polonista i łacinnik, ksiądz Ignacy Jemielity, polonista, łacinnik i fizyk, ksiądz Jan Matelski, jak również germanista i kaligraf, ksiądz Franciszek Besuch. Zdarzali się również nauczyciele świeccy. Placówka rozszerzała w tym czasie swoją bibliotekę, która liczyła: w 1824 – 211 ksiąg, w 1827 – 264 księgi, jeden atlas i 14 map, w 1830 – 542 tomy, pięć atlasów, 110 map, 35 periodyków i pięć poszytów wzorów rysunkowych. 
Poziom szkoły w tym czasie stopniowo się podnosił, choć ciągle nie był wysoki. Sytuację poprawiło wyniesienie placówki do poziomu gimnazjum. Absolwentami byli wówczas m.in. Tomasz Ujazdowski (archeolog), Jan Karol Chądzyński (sędzia trybunału cywilnego guberni lubelskiej), Karol Królikowski (księgarz, wydawca, powstaniec listopadowy), Józef Podbielski (pijar, profesor konwiktu w Warszawie i Wieluniu), Ignacy Ścisłowski (rewizor w Rządzie Gubernialnym Lubelskim), czy Józef Żochowski (filozof). 

### Upadek
Kolegium zlikwidowali Rosjanie. W 1833 zamknięto szkołę podwydziałową, w 1836 seminarium duchowne, a kilka lat później Instytut Komunistów. Księży usunięto z Węgrowa w 1833 lub 1839, co było elementem represji wymierzonych w Polaków po powstaniu listopadowym, bowiem bartolomici czynnie uczestniczyli w działaniach powstańczych. Formalnie nakaz zamknięcia wydał biskup podlaski, Jan Marceli Gutkowski, 9 kwietnia 1836. Bibliotekę przekazano do seminarium w Janowie Podlaskim. Opuszczone budynki szybko uległy zniszczeniu (niektóre z nich czasowo używał rosyjski garnizon w mieście, co nie sprzyjało poszanowaniu substancji budowlanej). Częściowo remontowano je w drugiej połowie XIX wieku. Po II wojnie światowej zostały znacząco przebudowane na potrzeby urzędów i instytucji miejskich. Największej przebudowie uległo skrzydło północne, w którym zmieniono kształt okien, jak również nadbudowano kondygnację.

### Okupacja niemiecka i PRL
Podczas okupacji niemieckiej korpus główny budynku był siedzibą żandarmerii. W latach 1944–1950 w podziemiach zespołu mieścił się areszt Urzędu Bezpieczeństwa, w którym przetrzymywano, torturowano i mordowano działaczy polskiego podziemia niepodległościowego. Istnienie tego obiektu upamiętnia zespół tablic pamiątkowych od strony ul. Kościelnej, spośród których jedna poświęcona jest Witoldowi Pileckiemu, zaś druga Stanisławowi Ostwindowi-Zuzdze.

### Czasy współczesne
Obecnie budynek ponownie jest własnością Kościoła katolickiego.

## Teatr
O wysokim poziomie nauczania w początkowej fazie istnienia szkoły świadczył fakt prowadzenia własnego teatru. M. in. 23 czerwca 1758 zaprezentowano publiczności pięcioaktową tragedię Pielgrzymowanie w Domu w osobie Aleksego z zaślepieniem świata cudownie udane. 12 lipca 1759 wystawiono kolejną pięcioaktową tragedię zatytułowaną Dzielność Obietnic Boskich żadnym przemysłem ludzkim Nieprzekonaną, w Henryku Synie Dipolda Feldmarszałka Cesarstwa Zachodniego. Inscenizacje młodzieżowe przygotowywane były pod kierownictwem artystycznym profesora retoryki, Feliksa Belewskiego.

## Architektura
Do czasów współczesnych z pełnego czworoboku zabudowań dochowało się skrzydło od strony ulicy Kościelnej i małe fragmenty skrzydeł od ulic Strażackiej i Mickiewicza, a także jedna wieża, przykryta barokowym hełmem. Zespół został zaprojektowany w taki sposób, by jak najlepiej służył funkcji kształcenia młodzieży w duchu katolickim. Zabudowania miały kształt czworoboczny z wieżyczką na każdym narożu, każda zwieńczona była blaszanym hełmem i iglicą. Obiekty mieściły sale biblioteczne, wykładowe, gospodarcze, a także 35 pokoi mieszkalnych dla seminarzystów. 
Na dziedzińcu kolegium w dwudziestoleciu międzywojennym wybudowano plebanię w stylu dworkowym, która zachowała się do dziś. 